# The Macallan
The Macallan – single malt whisky, produkowana w destylarni Macallan, niedaleko Easter Elchies House, w miejscowości Craigellachie w regionie Speyside. Pierwotnie Macallan leżakował tylko w dębowych beczkach po sherry, przywiezionych z Jerez w Hiszpanii. Z początkiem 2004 Macallan przedstawił nowy produkt, serię the Fine Oak, czyli whisky dojrzewającej w dębowych beczkach po burbonie.
W 2007 butelka Macallana z 1926 została sprzedana na aukcji Christie's za 54 000 dolarów, stając się tym samym jedną z najdroższych butelek alkoholu na świecie.

## Butelkowanie
Destylarnia produkuje wiele rodzajów whisky, najważniejszą jest whisky 12-letnia, równie znaną jest wersja 18-letnia. Droższe wersje 25-letnie i 30-letnie również są dostępne. Dodatkowo na rynku jest również wersja 58%. 12-letnia, The Elegancia 40% ABV, jest dostępna tylko w sklepach wolnocłowych.  The Macallan jest jednym ze składników The Famous Grouse blended whisky.

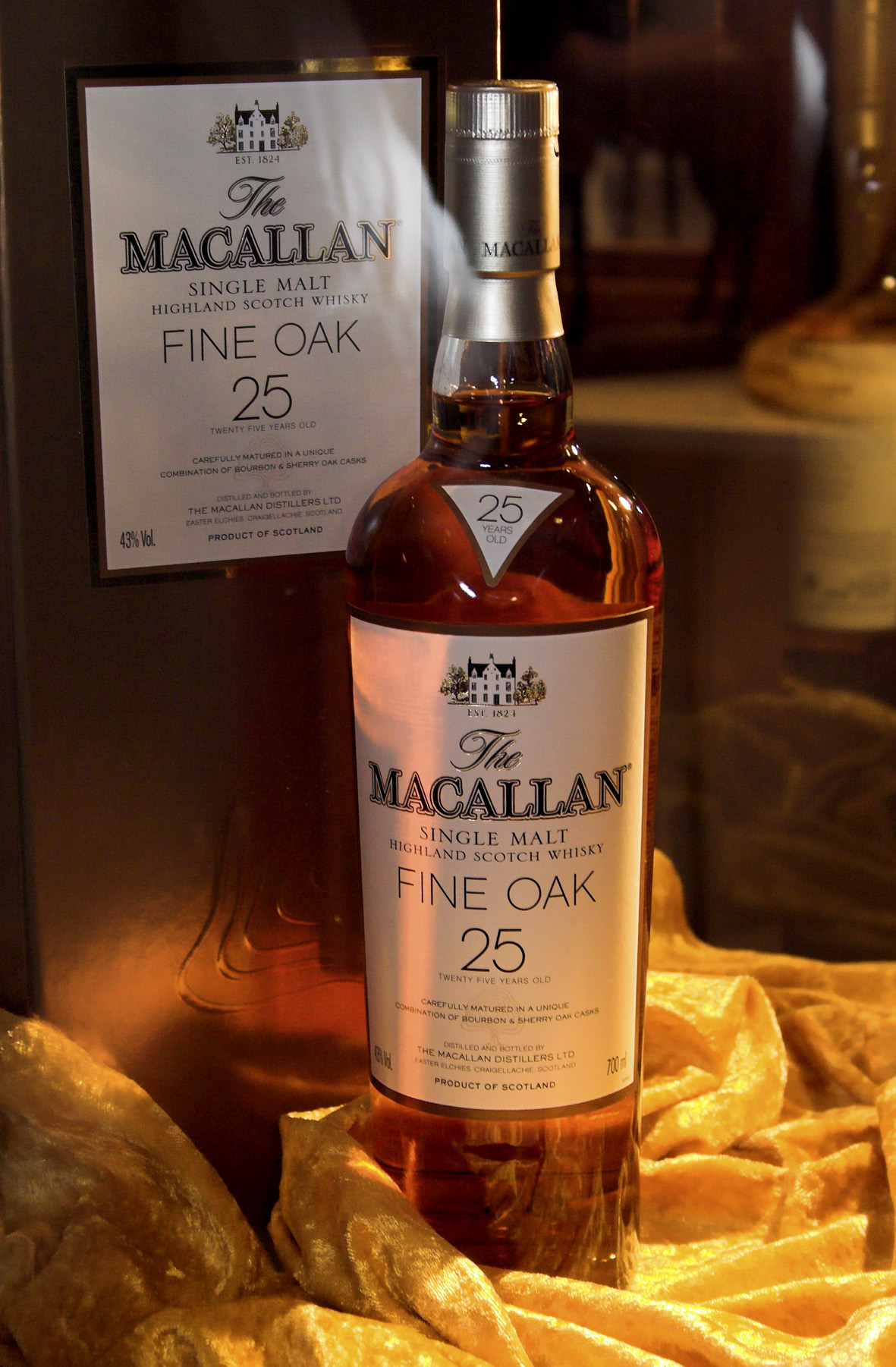
Macallan 25-letnia

### W beczkach po sherry
- The Macallan 7, 10, 12, 18, 25 i 30-letnie
- The Macallan Elegancia

### W beczkach dębowych
- The Macallan 8, 10, 12, 15, 17, 18, 21, 25 i 30-letnie

### Wydania specjalne i okazjonalne
- The Macallan (data według kolejności ukazania się na rynku): 1961, 1946, 1948 i 1951
- The Macallan Replica (w kolejności ukazania się na rynku): 1861, 1874, 1841, 1876 i 1851
- The Macallan Vintage Travel: 20s, 30s, 40s, i 50s
- The Macallan Exceptional: I, II, III, IV, V i VI
- The Macallan Cask Strength: US i UK
- The Macallan 50 Years Old
- The Macallan Adami
- The Macallan Blake
- The Macallan Gran Reserva 1979, 1980
- The Macallan Gran Reserva 1982, 2002 bottling
- The Macallan Millennium Dec
- The Macallan Private Eye bez podanego wieku jednak edycja zawiera beczkę z 1961
- The Macallan Speaker Martin's
- The Macallan Lalique